# Alpine Holding

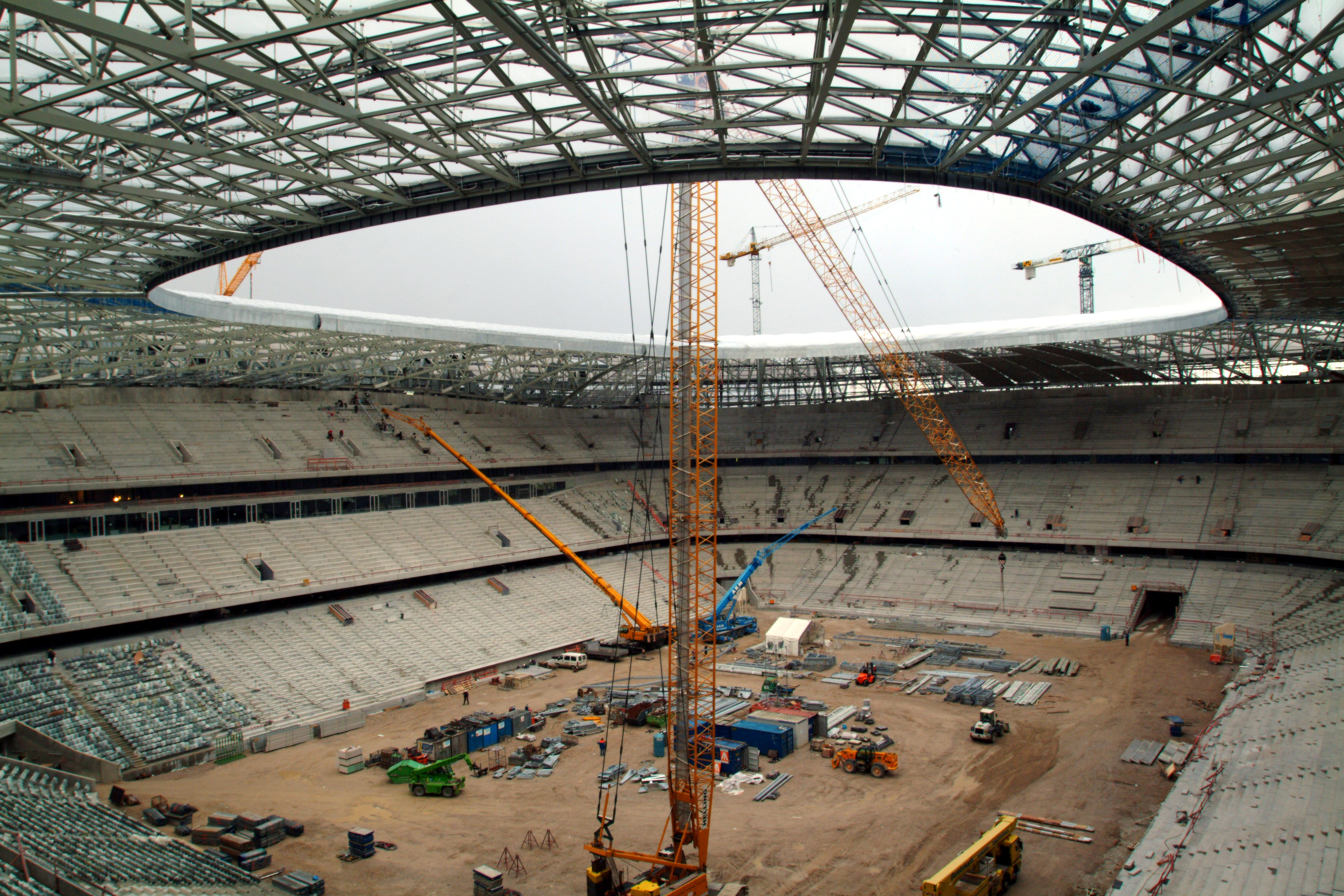
Bau der Allianz Arena in München, November 2004

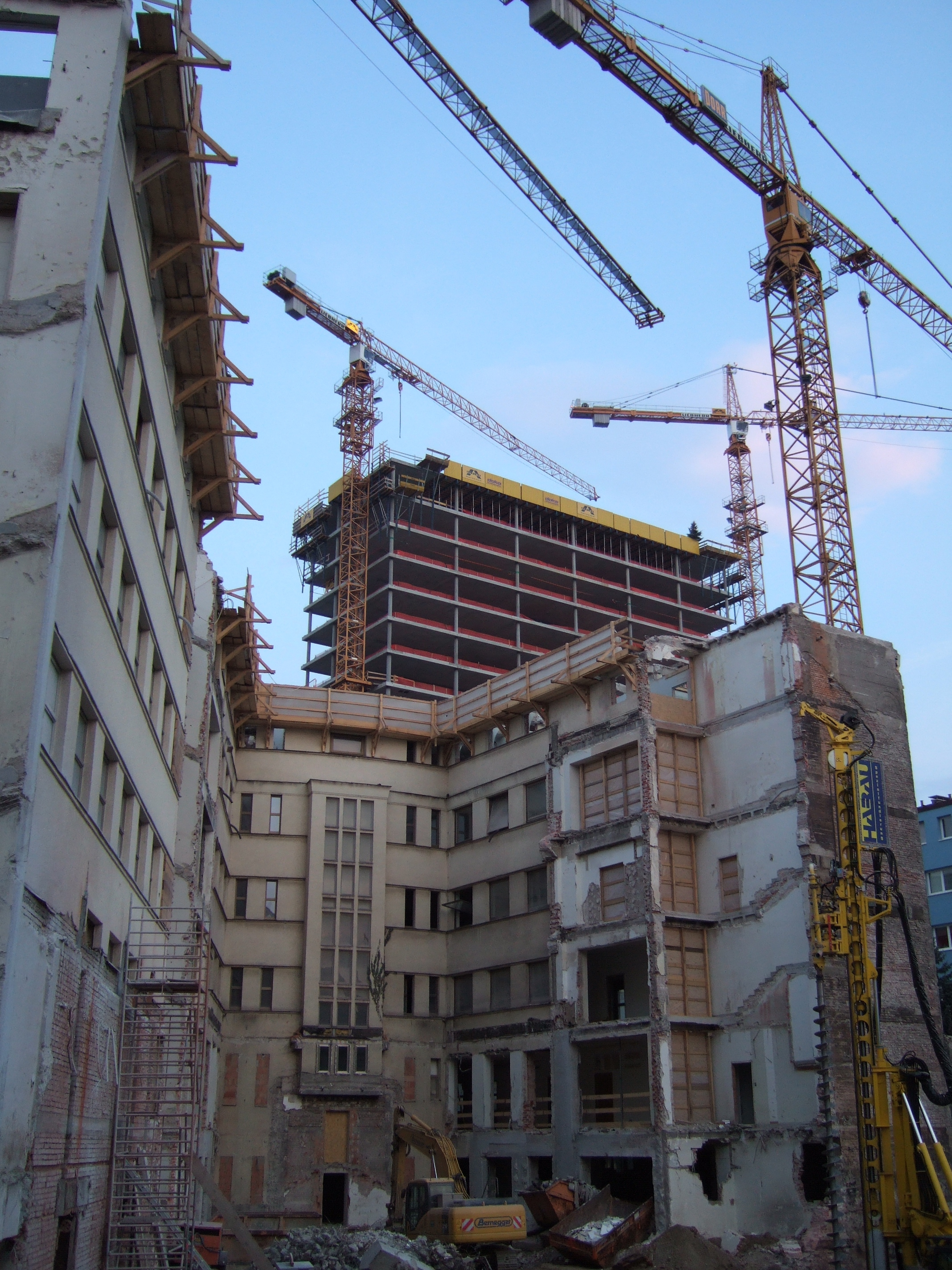
Bau Power-Tower Energie AG Linz, 2007

Die Alpine Holding GmbH bildete mit der Alpine Bau GmbH eine Baugruppe mit Sitz in Wals bei Salzburg, deren Kapital zuletzt vom spanischen FCC-Konzern gehalten wurde. Im Jahr 2008 war Alpine mit einer Bauleistung von rund 3,5 Mrd. Euro und 15.530 Mitarbeitern der zweitgrößte Baukonzern Österreichs. Am 19. Juni 2013 stellte sie Insolvenzantrag. Der Geschäftsbetrieb ist eingestellt. Es besteht der Verdacht auf Wirtschaftsstraftaten im Zusammenhang mit dem Konkurs des Unternehmens.
Sie wurde 1965 von Georg Pappas und Dimitri Pappas gegründet, die Familie blieb bis 2006 Mehrheitseigentümer. Alpine übernahm unter anderem die Kapsreiter-Gruppe und Mayreder Bau. Das Unternehmen war in den Skandal um die Auftragsvergabe bei der Allianz Arena in München verwickelt.
Weitere wichtigsten Unternehmen der Konzerngruppe waren die Alpine BeMo Tunnelling, die Universale-Bau und die GPS (Grund-, Pfahl- und Sonderbau) sowie die Alpine-Energie.

## Aktivitäten
Die Aktivitäten der Alpine umfassten das gesamte Spektrum des Baugeschehens. Zunächst spezialisiert auf Tief- und Straßenbau, sind im Laufe der Jahre alle Sektoren des Bauens zum Tätigkeitsfeld der Alpine geworden. Ebenso hatte sich das räumliche Arbeitsgebiet – ausgehend von Wals-Siezenheim in Salzburg – über ganz Mittel- und Osteuropa bis nach China ausgeweitet.

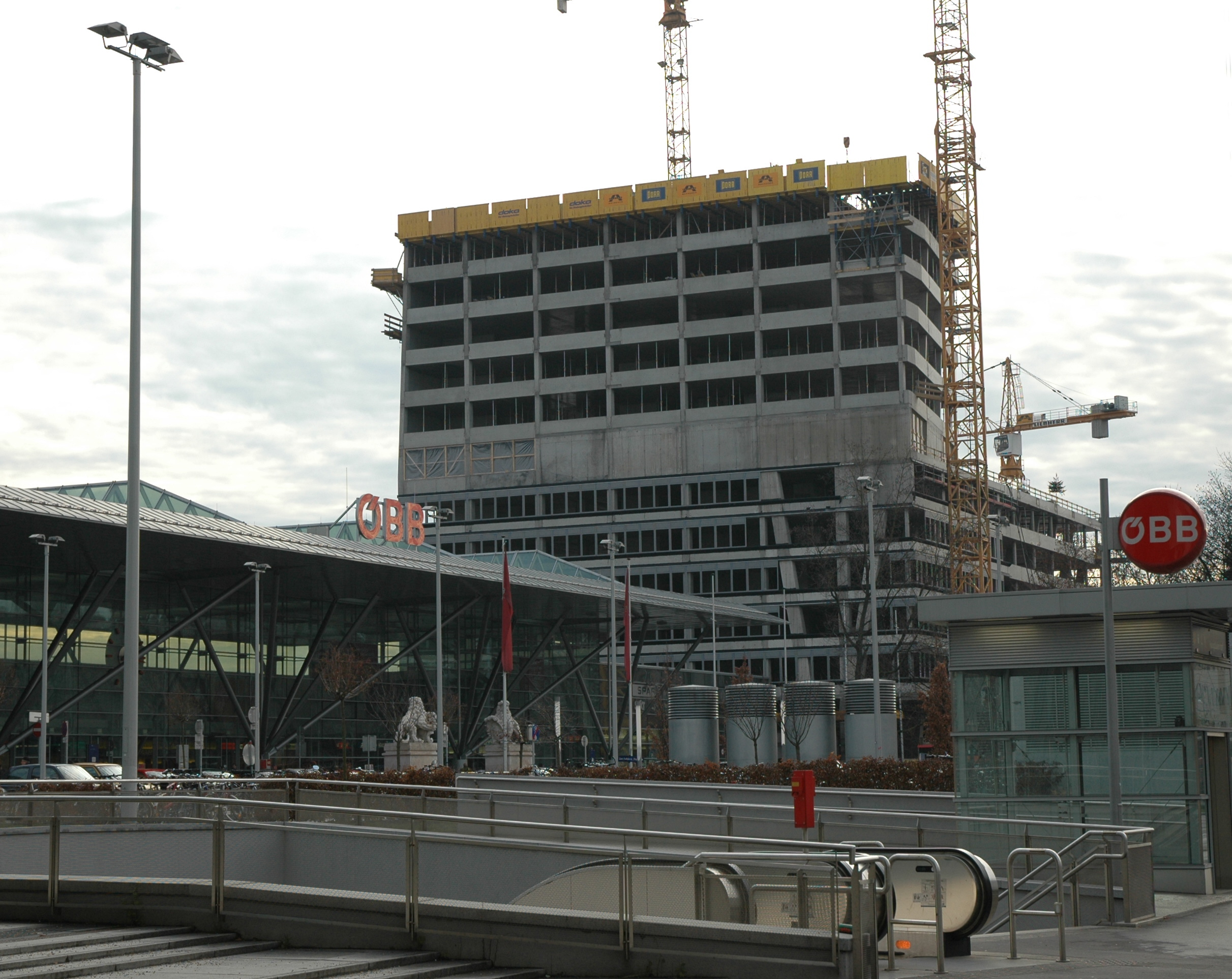
2006 ArGe Terminaltower Linz: Alpine Mayreder - Porr

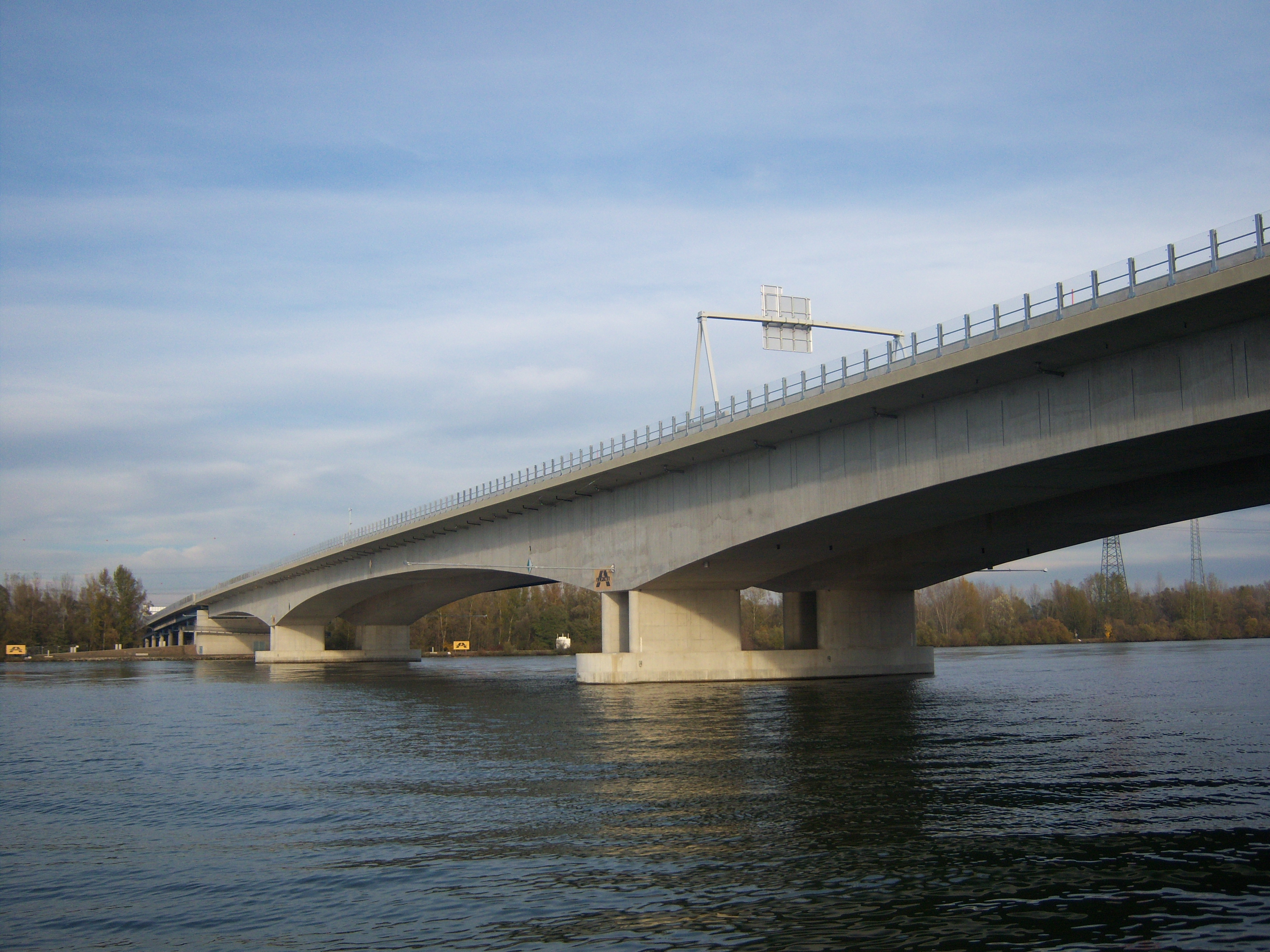
Donaubrücke Traismauer, Fertigstellung 2010

## Geschichte
Alpine wurde 1965 von den Brüdern Georg Pappas und Dimitri Pappas gegründet und begann mit anfänglich 28 Mitarbeitern. 1968 trat Dietmar Aluta-Oltyan und 1972 Otto Mierl in die Leitung des Unternehmens ein. Bereits in den 1970er Jahren entwickelte sich Alpine zu einem der größten Bauunternehmen Österreichs. Neben den Filialen und Niederlassungen in Österreich wurde Mitte der 1980er Jahre die erste Auslandsniederlassung in München gegründet. 1982 hatte das Unternehmen als erstes Großprojekt im Ausland das Kraftwerk „Potamos Nestos“ nördlich der griechischen Stadt Kavala gebaut. 1986 erwarb die Alpine die Bausparte der Kapsreiter-Gruppe samt dem Großteil ihrer Bauunternehmungen. Zuletzt unterhielt die Alpine auch Geschäftsbeziehungen in Italien, Griechenland, Tschechien, Slowakei, Polen, der Türkei, den Vereinigten Arabischen Emiraten, Singapur, Vietnam, Kroatien, Rumänien, Bulgarien, Bosnien und Herzegowina, Albanien, Indien, Mazedonien, China und den USA.
In den Jahren 1996 bis 2005 übernahm die Alpine Bau GmbH mehrere Unternehmen. Anfang des Jahres 1996 hat die Alpine Bauges. m.b.H. eine Mehrheitsbeteiligung an der Mayreder Bau übernommen, einem traditionsreichen Unternehmen, das über mehr als 100 Jahre Erfahrung auf dem Bausektor verfügte. Im Dezember 1996 wurde die Alpine-ENergie Gesellschaft für elektrische und industrielle Unternehmungen GmbH als gemeinsames Unternehmen der Alpine-Gruppe und der Energie GmbH aus Deutschland in Linz gegründet.
2002 wurde die Universale Bau GmbH übernommen. Weiters wurden die Anteile der Familie Blättchen an der Energie GmbH übernommen, dadurch entstand die Alpine-Energie Gruppe mit Ländergesellschaften in Österreich, Deutschland, Schweiz und Luxemburg als Teilkonzern der Alpine Bau. 2005 erwarb Alpine das Unternehmen Stump Spezialtiefbau zu 100 Prozent – damit verdoppelte sich das bisherige Spezialtiefbau-Volumen. Im gleichen Jahr geriet das Unternehmen durch einen Skandal um die Auftragsvergabe bei der Allianz Arena in München in die Schlagzeilen.
Die spanische Unternehmensgruppe Fomento de Construcciones y Contratas (FCC) übernahm 2006 die Anteile der Mehrheitseigentümer- und Gründerfamilie Pappas.
Am 1. September 2007 wurde der Unternehmensname Alpine Mayreder Bau GmbH in Alpine Bau GmbH geändert.
Am 1. August 2008 übernahm Alpine Bau das Spezial-Wasserbauunternehmen Wasser-, Tiefbau und Rammarbeiten GmbH Stuttgart (WaTi).
Alpine übernahm 2009 den Tiroler Tunnelbauspezialisten Beton- und Monierbau Gesellschaft m.b.H. (BeMo) mit 2008 260 Mitarbeitern und 100 Millionen Euro Umsatz. Am 17. Dezember 2009 wurde die Namensänderung dieser GmbH in Alpine BeMo Tunnelling GmbH im Firmenbuch eingetragen. Im gleichen Jahr wurde in Österreich das Joint Venture Alpine-RZDstroy von den beiden Unternehmen Joint Stock Company (JSC) RZDstroy, ein auf Bauleistungen spezialisiertes Tochterunternehmen der russischen Eisenbahngesellschaft RŽD, und Alpine Bau GmbH gegründet. Das Unternehmen strebte die gemeinsame Umsetzung von Infrastrukturprojekten in Russland, Österreich und in dritten Ländern an.
2012 übernahm die spanische FCC die restlichen Anteile von Aluta-Oltyans und besitzt somit 100 Prozent der Alpine Holding.
Im Oktober 2012 wurde bekannt, dass sich Alpine in Liquiditätsschwierigkeiten befindet. Diese sollen durch Liquiditätszufuhr durch die FCC sowie Kreditinstitute, Stundungen und den Verkauf von Teilen des Unternehmens (Alpine Energie/Grund-, Pfahl- und Sonderbau/Hazet) behoben werden. Am 9. November 2012 wurde ein Stillhalteabkommen mit den Banken unterschrieben. Am 27. März 2013 wurde von den Konzerngesellschaften und den Gläubigern eine umfassende Restrukturierungsvereinbarung unterschrieben. Die Vereinbarung lief bis zum 31. März 2015. Die Gläubiger – rund 50 österreichische und ausländische Banken – stimmten einem Forderungsverzicht in Höhe von 150 Millionen Euro zu und der spanische Mutterkonzern FCC schießt insgesamt 246 Millionen Euro in seine Tochter ein.
Nachdem am Morgen des 18. Juni 2013 noch gemeldet wurde, dass die Banken offenbar einer weiteren Schuldenreduktion zustimmten, wurde am Abend gemeldet, dass die Alpine Bau Konkurs anmeldet. Der Insolvenzantrag wurde am nachfolgenden Tag gestellt.
Das Vermögen der Alpine Bau GmbH wurden auf 661 Millionen Euro beziffert, die Schulden auf 2,562 Milliarden Euro.
Per Ende August 2013 wurde festgestellt, dass die im Konkurs angemeldeten Forderungen über 4 Milliarden Euro betragen.
Für einige Bereiche der Alpine gab es regionale Auffanglösungen. So übernahm die Habau (das fünftgrößte Bauunternehmen Österreichs) die Bereiche Straßenbau Ost, Straßenbau Oberösterreich und Hochbau Oberösterreich (übernommen werden ca. 820 Mitarbeiter). Der Bereich Tiefbau Salzburg ging an Hinteregger & Söhne (damit verbunden die Übernahme von ca. 100 Mitarbeitern). Swietelsky (das viertgrößte Bauunternehmen Österreichs) übernahm Baustellen in Kärnten, Teilen von Oberösterreich und Salzburg sowie Hochbau Ost (übernommen werden ca. 500 Mitarbeiter). Tirol und Industriebau Salzburg gingen an Hans Bodner Bau (davon betroffen ca. 400 Mitarbeiter). Weiters gab es noch drei kleinere Übernahmen.
Einige Tochtergesellschaften wurden ebenfalls bereits verkauft:
- Hazet Bau an Bauservice Fuhs GmbH (Mehrheit), einen Hazet- Manager und ein weiteres Bauunternehmen[16]
- Schauer Eisenbahnbau an Swietelsky[16]
- Universale Bau an Bahnbau Wels GmbH[16]
- Ökotechna Entsorgungs- und Umwelttechnik GmbH an Habau[17]
- Straka Bau GmbH an Habau[17]
- Klöcher BaugmbH an Granit GmbH[16]
- Konrad Beyer & Co Spezialbau GmbH an K.E.M. Bau GmbH[16]
- Alpine Bemo Tunnelling GmbH an Metrostav[18]
- Alpine Schweiz an Renaissance Construction[18]
- Alpine Mayreder Construction Co., China an die Zech Group[19]
- Grund- Pfahl- und Sonderbau GmbH an Porr[20]
- Stump an Porr[20]
- Alpine Energie an den Investmentfonds Triton Partners[21]
- PORR ALPINE Austriarail GmbH an Porr

Anfang Juli stellte der Masseverwalter Antrag auf Schließung der Alpine Holding, da laut dem Gläubigerschutzverband Österreichischer Verband Creditreform (ÖVC) eine „Sanierung der Schuldnerin nicht beabsichtigt und auch nicht möglich“ sei.
Die Alpine Holding hat rund 700 Mio. EUR Schulden (davon 290 Mio. aus Anleihen und der Rest im Wesentlichen aus Haftungen gegenüber Kreditgebern des Alpine-Konzerns). Das Vermögen besteht aus diversen Beteiligungen und Darlehen an Tochtergesellschaften. Die wesentliche (indirekte) Beteiligung ist die Alpine Bau GmbH.
Rechtsanwalt Eric Breiteneder hat 5 Manager der Alpine wegen des Verdachts der betrügerischen Krida angezeigt. Des Weiteren besteht der Verdacht, die Bilanzen der Alpine könnten unrichtig gewesen sein. 

Im November 2014 verhängte die Finanzmarktaufsichtsbehörde (FMA) gegen drei ehemalige Alpine-Manager Geldstrafen in der Höhe von je 84.000 Euro wegen Unterlassung einer Ad-hoc-Meldung über die schlechte Finanzlage des Konzerns im Jahr 2012.
Der Prozessfinanzierer Advofin hat eine Sammelklage geprüft, sich aber dagegen entschieden, da nicht klar ist, wer den Schaden zahlen könnte. Dennoch versuchte unter anderem die Rechtsanwaltskanzlei Benedikt Wallner, in Zusammenarbeit mit dem Verein für Konsumenteninformation eine solche auf die Beine zu stellen. Als Haftungsadressaten werden neben dem Wirtschaftsprüfer, der Aufsichtsrat, die Geschäftsleitung, die betroffenen Banken und die luxemburgische Finanzaufsicht CSSF gesehen. Laut einem Gutachten des Steuerberaters Manfred Biegler hätten die Banken schon 2010 über die Finanzprobleme der Alpine Bescheid gewusst. Im April 2015 wurde nun bekannt, dass jetzt doch noch ein Prozesskostenfinanzierer gefunden werden konnte (nämlich die Erste Allgemeine Schadenshilfe (EAS)), der Klagen gegen die Banken finanziert.
Der Masseverwalter der Alpine Holding verklagte die ehemalige Muttergesellschaft der Alpine Holding, FCC, auf 186 Millionen Euro.
Auch der Masseverwalter der Alpine Bau hat bereits Klage gegen die FCC eingebracht und zwar für einen Betrag von 75 Millionen Euro.
Im Dezember 2014 fand beim Wirtschaftsprüfer der Alpine, Deloitte, eine Hausdurchsuchung statt. Ermittelt wurde wegen des Verdachts auf Betrug und Bilanzfälschung. Das Ermittlungsverfahren wurde jedoch später eingestellt.
Per Juni 2016 sollte für die Alpine Bau eine erste Quote von fünf Prozent ausgeschüttet werden.